# A zsidó irodalom története (Kecskeméti)
A Kecskeméti Ármin-féle A zsidó irodalom története című munka egy zsidó irodalomtörténeti mű.
Ez idő szerint Kecskeméti műve Günter Stemberger hasonló című, de jóval kisebb terjedelmű újabb alkotása mellett az egyetlen magyar nyelvű zsidó irodalomtörténet. Az eredetileg 2 kötetben, Budapesten 1908–1909-ben, a Izraelita Magyar Irodalmi Társulat jóvoltából megjelent könyvet a Bethlen Gábor Könyvkiadó több mint 80 évvel az első kiadás után, látva az ezen a területen uralkodó hiányosságokat 1994-ben ismét kiadta reprint kiadásban, bőséges bibliográfiai kitekintéssel kiegészítve.
Az összességében közel 700 – kis alakú – oldalas mű időrendben tekinti át a zsidó irodalmat a Biblia utáni időktől (Kr. e. III. sz.) a 19. század végéig. Az első kötet az Héber Bibliához kapcsolódó apokrif iratok bemutatása után ismerteti az ókor végén keletkezett Talmudot, majd rátér a középkori midrás-irodalomra, illetve a nagy középkori zsidó hittudósok életének és műveiknek a felvázolására. Közülük Maimonidésznek külön fejezetet szentel a szerző.
A második kötet a késő középkor zsidó irodalmát, a zsidóság és a reneszánsz kapcsolatát, a kabbala fogalmának körüljárását, a kora újkori zsidóság jelentős tudósait, a zsidó felvilágosodás – különös tekintetettel Moses Mendelssohn munkásságának bemutatását –, illetve néhány jelentős 19. századi zsidó hittudós és író működésének ismertetését találja az olvasó.
A szöveg olvasását megnehezíti a régies – bár ugyanakkor szép – nyelvezet, a „cz” használása „c” helyett, illetve a terjedelmes, kevéssé tagolt fejezetek. Ezekkel szemben viszont kárpótlást jelenthet az olvasónak a beiktatott prózai, és gyakori versidézetek. A szerző az adott írók, tudósok életének és műveinek bemutatása után gyakran kritikát is mond, illetve összehasonlítja más zsidó írók, tudósok életművével alkotásukat.